# 家庭劇院個人電腦

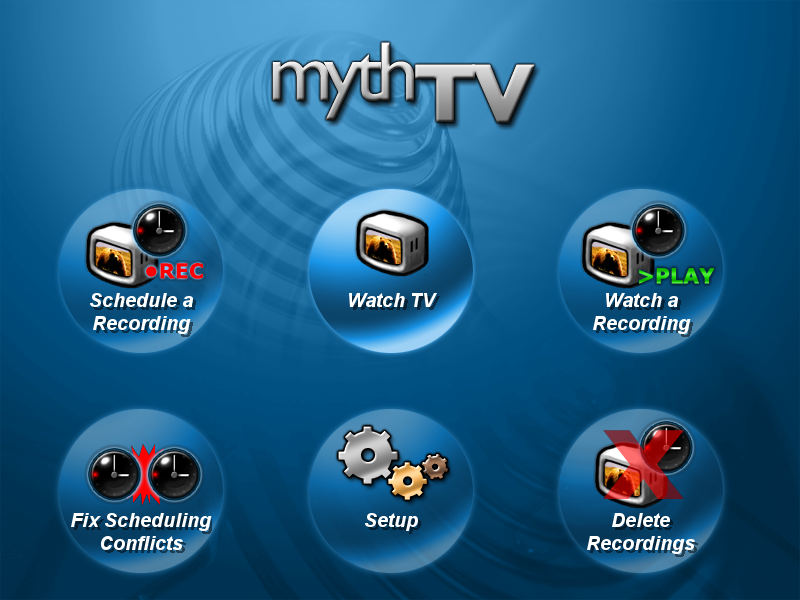
Original MythTV Home Screen c. 2002

家庭劇院個人電腦（英語：Home Theater Personal Computer，縮寫 HTPC），家庭劇院電腦，作為視訊或音頻撥放或數位照片瀏覽的電腦。連接到電視去顯示，通常使用遙控器操作，而不是使用鍵盤或滑鼠操作。這類的電腦因為注重影音撥放的效果，所以要求低噪音。雖然具有類似功能的電腦是從20世紀的80年代末期開始，但是HTPC出現在新聞媒體則是大約是從1996年開始。

## 特徵
除了可以充當一個標準的PC，通常HTPC還有一些額外的特性： 

### 與電視連接
使用HDMI、VGA端子、S端子、DVI......等，與電視機連結。

### 作為網路儲存設備
大多數HTPC有USB埠，可接隨身碟。有些具有記憶卡插槽。一部份HTPC內具有SATA埠，可接上硬碟或SSD。

### 較小噪音
HTPC通常使用與筆記型電腦類似的小型散熱風扇，以降低噪音。一些HTPC採無風扇設計，以使用熱導管、加大散熱片等方式散熱而沒有風扇噪音。

## 另見
- 機上盒